# Holland tulipánláz
A holland tulipánláz vagy holland tulipánmánia (hollandul: tulpenmanie) a világ első modern pénzügyi válsága és a történelem első közgazdaságtani buboréka volt, mely a tulipánok imádata körül alakult ki. Erre a spekulációs őrületre, krachra a holland aranykorban, 1636-1637-ben került sor.

## Előzmények

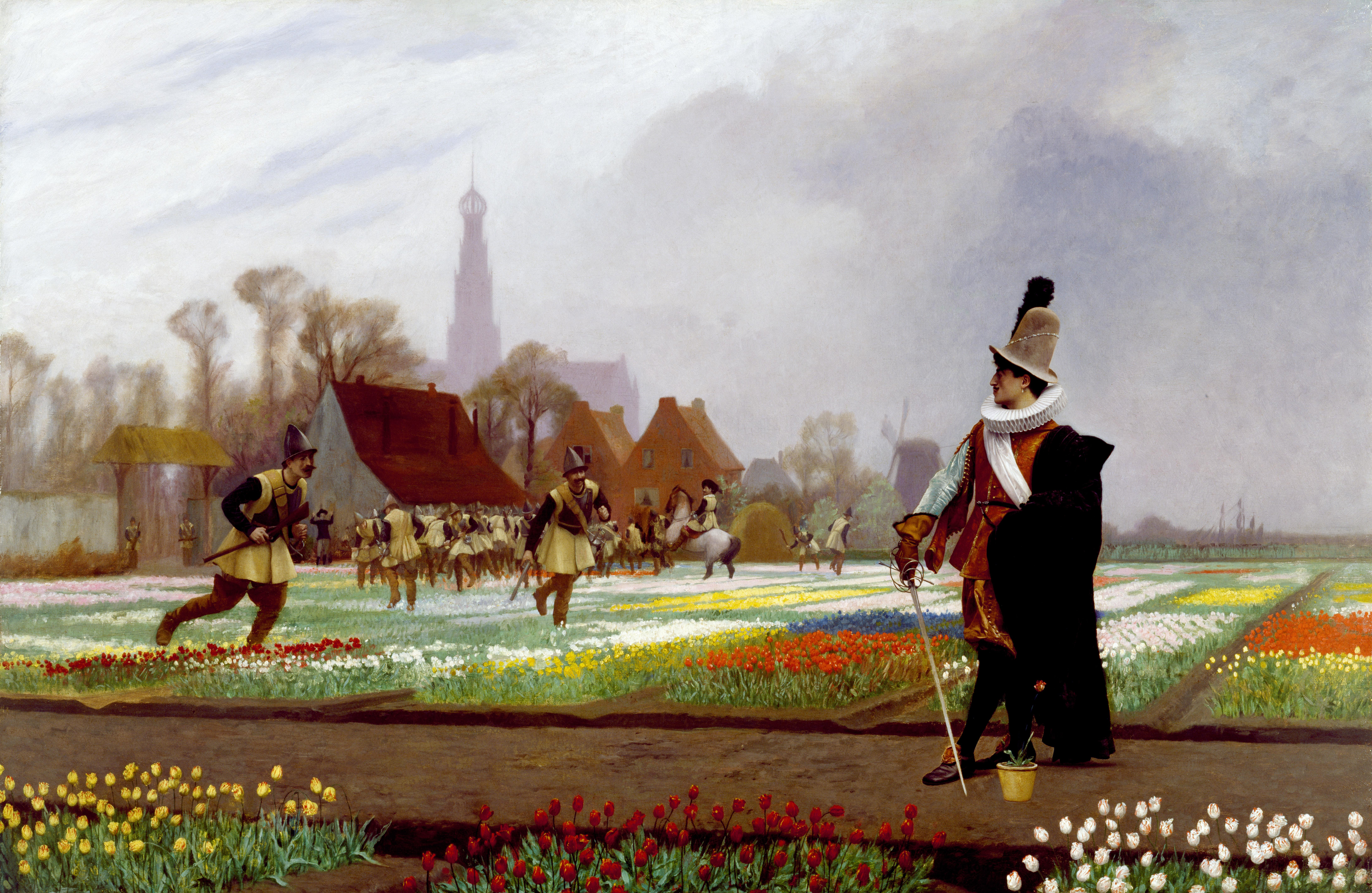
Jean-Léon Gérôme: A tulipánláz

A tulipán eredetileg Közép-Ázsiában őshonos, ahonnan a törökök hozták be Európába. A növény népszerűségéhez vezető út akkor vette kezdetét, amikor Bécs isztambuli nagykövete 1593-ban a Leideni botanikus kert vezetőjének egy tucat tulipánhagymát adott ajándékba. A tulipán Hollandiába kerülésekor azonnal rabul ejtette a hollandok szívét és hamar a luxus szinonimája lett. Az előkelő emberek birtokain a virágoskert státuszszimbólum volt, és a tulipán nagy szerepet játszott ebben.
Később a polgárság és az egyszerű nép szívét is meghódította a virág. Kezdetben a kínálatban sárga, piros, fehér és az igazi különlegességnek örvendő cirmos tulipán volt megvásárolható a holland piacokon. A tulipán ritkaságszámban ment, hiszen nem volt egyszerű szaporítani. Mivel nagy volt rá a kereslet, a tulipánhagymákért sok pénzt elkértek és hamarosan a tőzsdén is megjelentek. Először csak a szakértő tulipánkedvelők adták-vették, majd megjelentek a spekulánsok, míg végül már mindenki tulipánt szeretett volna venni. A holland emberek azért tették pénzzé mindenüket, hogy tulipánokba fektessenek be, gyors meggazdagodást remélve.

## Kirobbanása

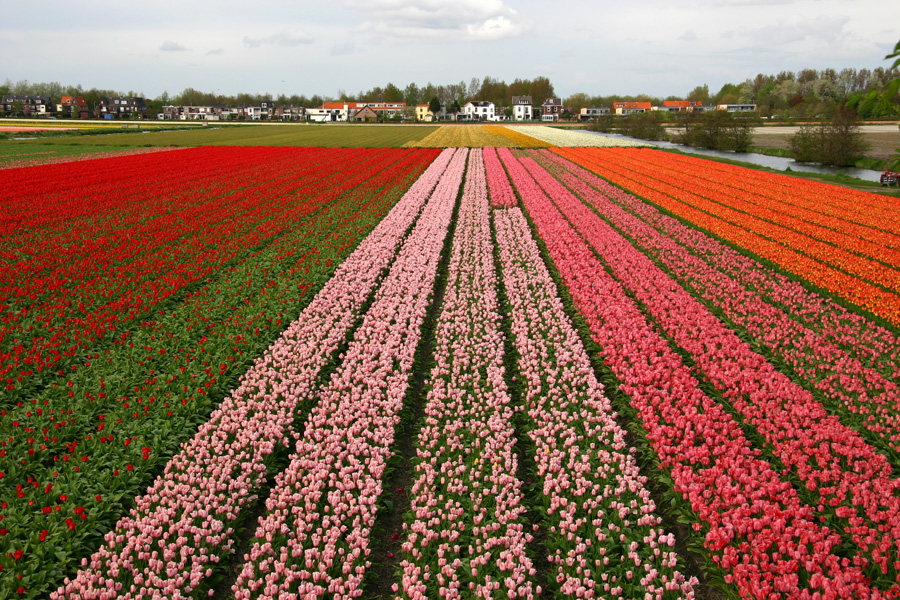
Holland tulipánföld

Mivel a hagymák iránt hatalmas volt a kereslet, áruk jelentősen megnövekedett. Egy-egy különleges darabért óriási összeget fizettek. Például a legdrágább, Semper Augustus nevű virághagyma 5500 holland guldent ért. Egy ugyancsak ritka Viceroy (Viseroij) hagyma értéke 2500 gulden volt, amiért a tulajdonosa 4 t búzát, 8 t rozst, 4 hízott marhát és disznót, 8 juhot, 500 l bort, 950 l sört, 2 t vajat, 500 kg sajtot, egy ágyat, egy teljes öltözet ruhát, valamint egy ezüst ivókupát kapott cserébe. A külföldi befektetők miatt, sok pénz áramlott Hollandiába, ami az alapvető élelmiszerek, az ingatlanok és más cikkek árát is felverte.
Mivel az odaérkező külföldiek közül nem mindenki volt tisztában a tulipánhagymák értékével, így sokszor kárba mentek a hagymák. Mint például az a tengerész, aki jelentette a gazdájának, hogy a hajója épségben és rakománnyal telten érkezett meg a kikötőbe. A gazdája a jó hír hallatán egy tál heringgel vendégelte meg. A tengerész evés közben megpillantott az asztalon egy tulipánhagymát, amit gazdája felejtett ott. A tengerész azt hitte, hogy az csak egy vöröshagyma és jóízűen elfogyasztotta a hering mellé. A gazdája nagyon dühös lett, amikor észrevette, hiszen a tulipánhagyma 3000 guldenbe került. A tett kiderülése után a tengerészt több hónapra csukták börtönbe.

## Túlkínálat, vég

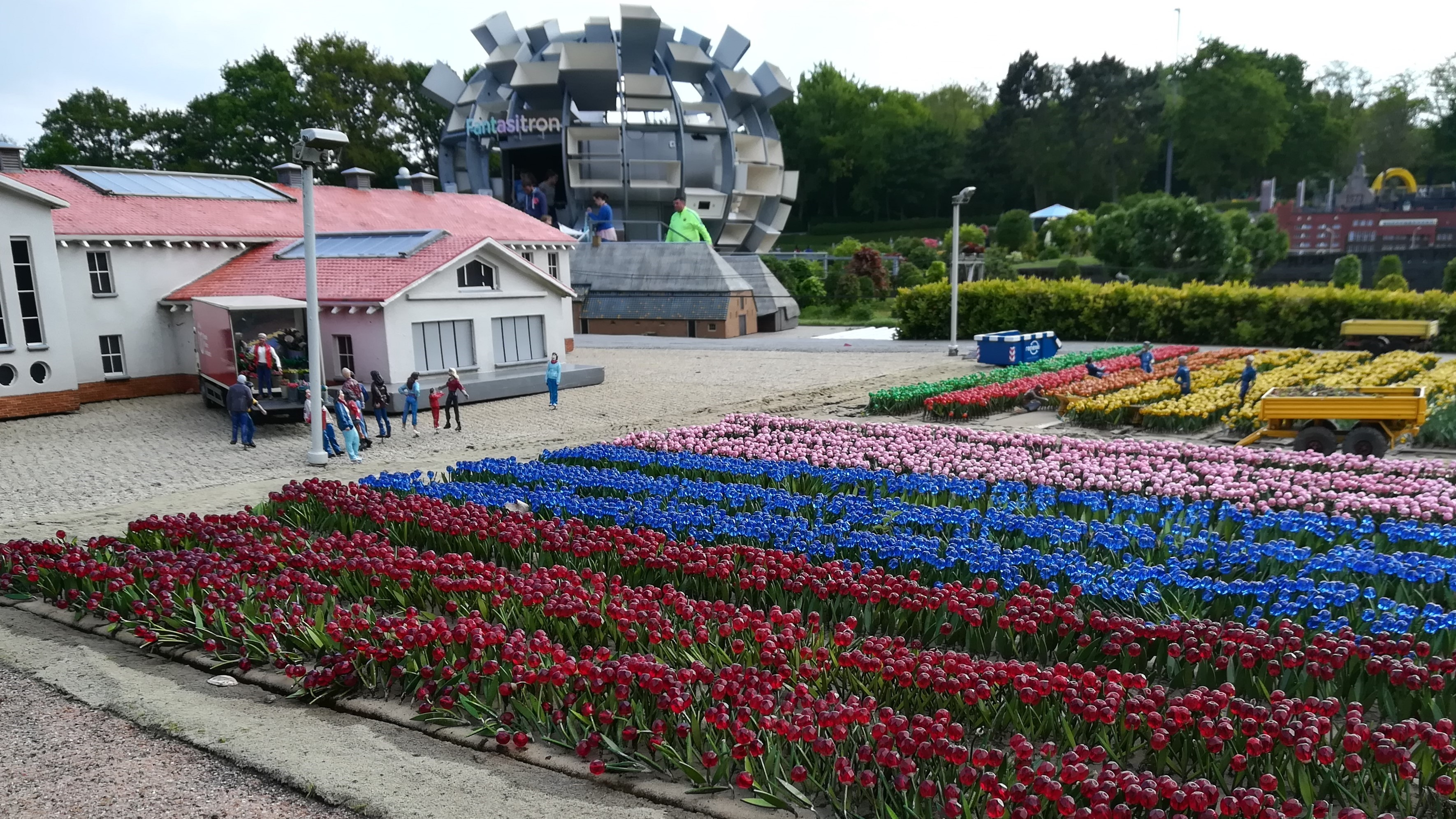
Modern hollandiai tulipánfarm

A tulipánok ára 1637-ben tetőzött, majd hirtelen túlkínálat alakult ki. A hagymák értéküket vesztették, emiatt sokan szegényedtek meg vagy gazdagodtak meg. A tulipánok kereskedelme visszavonult normálisabb keretek közé. A különféle színű és mintázatú tulipánok termesztése továbbra is nagy üzlet a hollandok számára. A tulipán a mai napig Hollandia egyik szimbóluma.

## Képgaléria

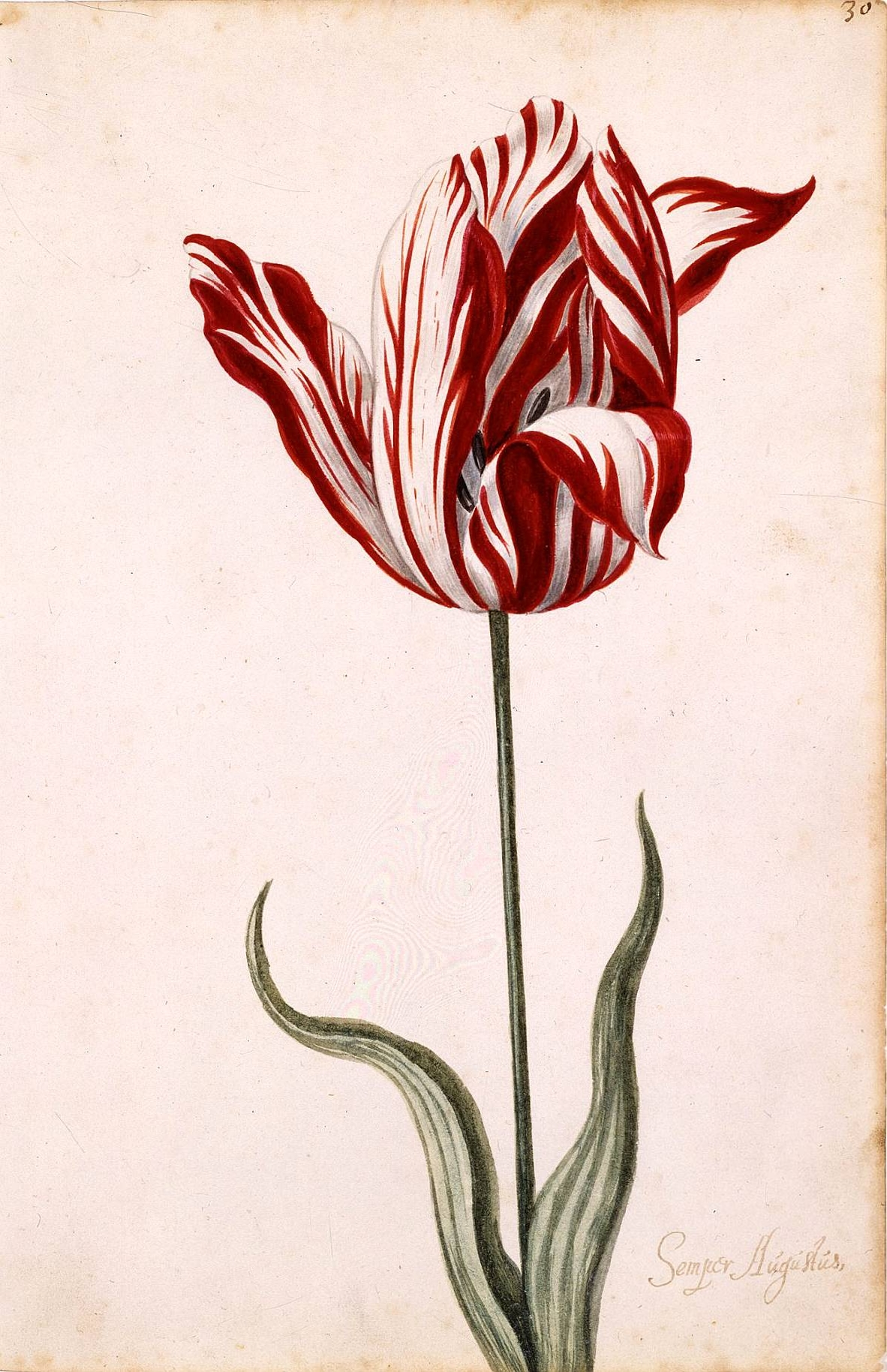
Semper Augustus tulipán
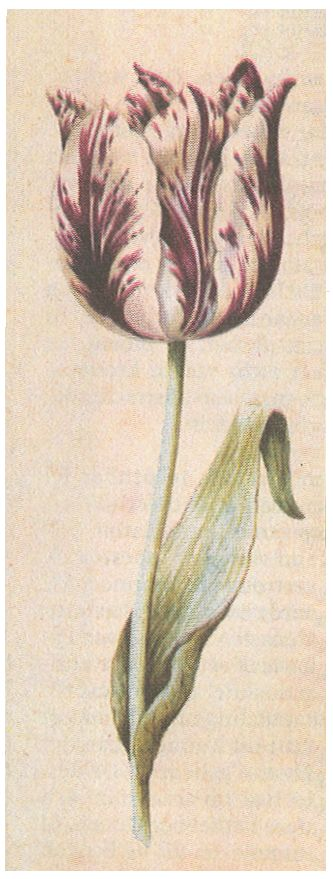
Viceroy tulipán
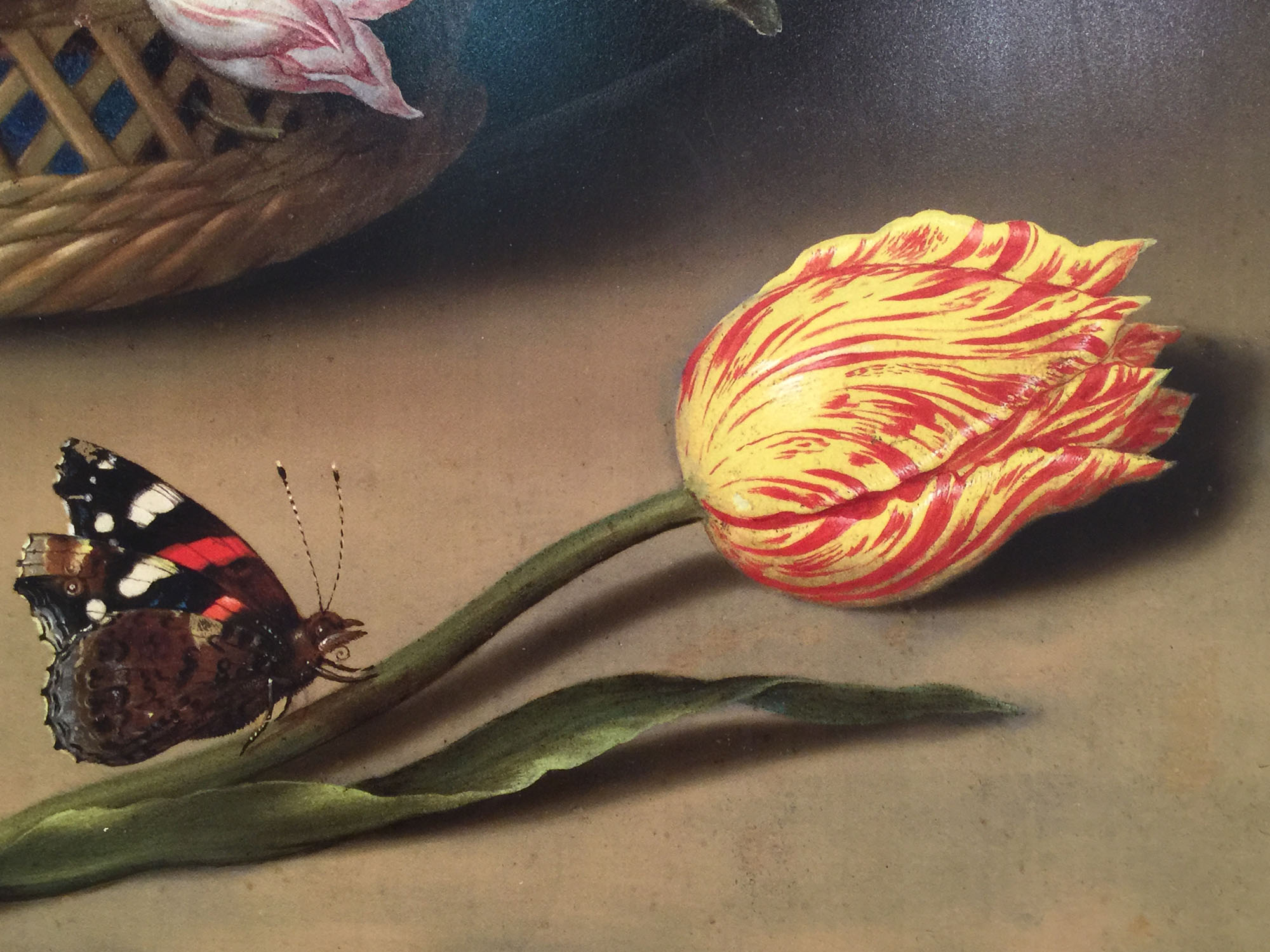
Tulipánmánia idei tulipán
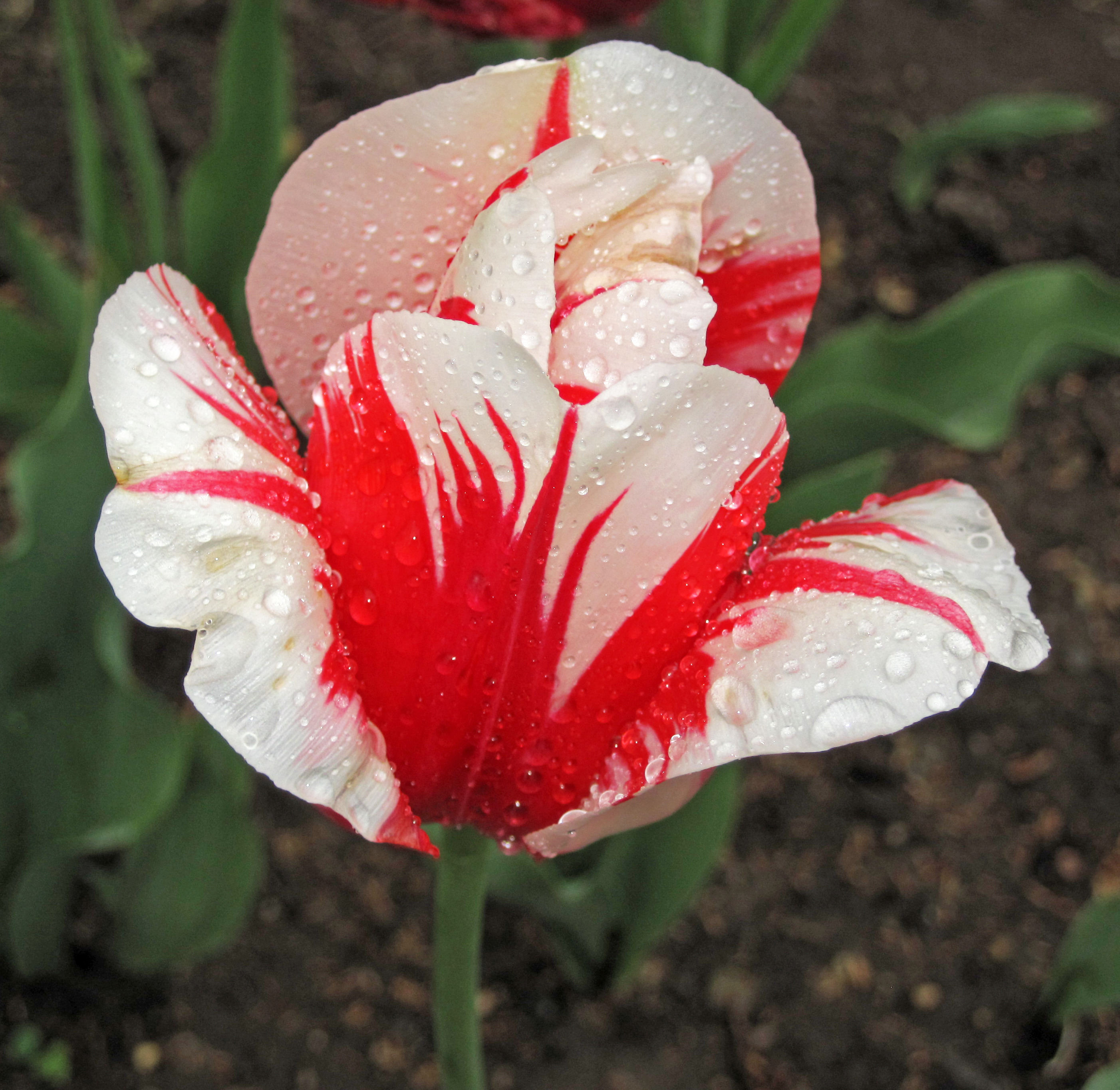
Tarka tulipán